# Ia Ora 'O Tahiti Nui
O hino territorial da Polinésia Francesa é o Ia Ora 'O Tahiti Nui (Longa Vida ao Grande Taiti).
Embora a Marselhesa seja o Hino Oficial do Taiti pelo fato do país estar sob domínio francês, no ano de 1993 foi adotado um hino local. Foi tocado pela primeira vez em 29 de Julho do mesmo ano, durante o Festival da Autonomia Interna e toda vez que a Polinésia Francesa participa de eventos internacionais.
O hino foi selecionado entre 17 trabalhos submetidos durante uma competição estabelecida pelo Conselho de Ministros, em 17 de maio de 1992. A Assembléia Legislativa Polinésia adotou a composição como o hino oficial do território em 10 de junho do 1993. O hino foi composto e escrito em parceria entre diversos autores que cederam os direitos autorais para o Território. 
Há um pouco de controvérsia que envolve o hino, uma vez que o hino (como o título) se refere ao “Grande Taiti”, já que o Taiti é a maior ilha do território que abriga a capital e a maior parcela da população, excluindo as demais ilhas do arquipélago. Há discussões para se mudar a letra para “Grande Maohi”, que representa de modo mais representativo a Polinésia.

## Dados Gerais
Letra: Maeva Bougues, Irmine Tehei, Angèle Terorotua, Johanna Nouveau, Patrick Amaru, Louis Mamatui and Jean-Pierre Célestin
Música: Maeva Bougues, Irmine Tehei, Angèle Terorotua, Johanna Nouveau, Patrick Amaru, Louis Mamatui and Jean-Pierre Célestin
Adoção: 1993